# Céline Bonnet (natation)
Pour les articles homonymes, voir Céline Bonnet et Bonnet.
Céline Bonnet est une nageuse française née le 3 février 1976 à Marseille, spécialisée du quatre nages et du dos.

## Carrière sportive
Elle est membre de l'équipe de France aux Jeux olympiques d'été de 1992 où elle prend part au 100 mètres dos, au 200 mètres 4 nages, au 400 mètres 4 nages et au relais 4 × 100 mètres 4 nages. Elle est éliminée de toutes les épreuves lors des séries, mais elle atteint la finale B en 200 m 4 nages.
Elle est championne de France de natation en bassin de 50 mètres sur 100 mètres dos en 1991, 200 mètres dos en 1991 et 1992, 200 mètres 4 nages en 1991 et 1992, 2 fois en 1994 et 2 fois en 1995, 400 mètres 4 nages en 1991 et 1992. Elle a détenu le record de France de natation dames du 100 mètres 4 nages et le record de France de natation dames du 200 mètres 4 nages.
Pendant sa carrière, elle évolue au Cercle des nageurs de Marseille et au CS Clichy 92.
Après sa carrière sportive, elle travaille chez Air France.

## Vie privée
Elle est la compagne du nageur Xavier Marchand ; leur fils aîné Léon Marchand est aussi champion de natation, il devient champion olympique du 400 mètres 4 nages, du 200 mètres papillon, du 200 mètres brasse et du 200 mètres 4 nages aux Jeux de Paris en 2024,.